# Werben, Spree-Neiße
Werben (Lower Sorbian: Wjerbno) là một đô thị thuộc huyện Spree-Neiße, bang Brandenburg, Đức. Đô thị Werben, Spree-Neisse có diện tích 24,94 km², dân số thời điểm 31 tháng 12 năm 2006 là 1842 người.